# Gymnasium am Stadtpark Uerdingen
Das Gymnasium am Stadtpark wurde 1930 gegründet und ist ein städtisches Gymnasium für Jungen und Mädchen im Stadtteil Krefeld-Uerdingen.

## Geschichte
Im Jahr 1882 übernahm die Stadt Uerdingen eine private Mädchenschule am Rathaus und gründete damit den Vorläufer des heutigen Stadtpark Gymnasiums mit anfangs vier Klassenstufen einer höheren Mädchenschule. Bereits 1909 erfolgte die Ausweitung der Schule und bis zur zehnten Klassenstufe.
Die Grundsteinlegung für ein neues Schulgebäude – den heutigen Altbau – fand am 15. September 1929 statt. Davor wurde die Schule bereits als „Lyzeum“, als „Höhere Lehranstalt i. E.“ genehmigt.
Als Gymnasium konnte die Schule ab 1956 geführt werden.
Seit 1966 können auch Jungen das Gymnasium besuchen. Ebenfalls 1966 wurde ein weiterer Gebäudeteil errichtet.
Seit April 1977 trägt die Schule den offiziellen Namen „Gymnasium am Stadtpark Uerdingen, Städtisches Gymnasium für Jungen und Mädchen, Sekundarstufe I und II“.
Bei der Jubiläumsfeier zum 75-jährigen Bestehen der Schule konnte im September 2004 die Einweihung eines weiteren Erweiterungsbaus gefeiert werden.
Historisch erwähnenswert ist, dass von Juni 1943 bis Oktober 1945 der Schulbetrieb der Karin-Göring-Schule (heute Ricarda-Huch-Gymnasium) ebenfalls im heutigen Gymnasium am Stadtpark stattfanden, da die Gebäude der Karin-Göring-Schule bei einem Luftangriff schwer beschädigt wurden.

## Schulangebot

### Besonderheit Doppelqualifikation „Abitur/CTA“
Der Modellversuch zur Doppelqualifikation „Abitur/CTA“ (Chemisch-Technischer Assistent) wurde mit Erlass vom 15. August 2001 vom zuständigen Ministerium des Landes genehmigt.
Dieses Projekt ist ein besonderes Angebot für begabte und naturwissenschaftlich interessierte Schülerinnen und Schüler, das in Kooperation mit dem Berufskolleg Glockenspitz durchgeführt wird.

### Sprachen
Das Gymnasium am Stadtpark bietet folgende Sprachen an:
- Ab Jahrgangsstufe 5: Englisch
- Ab Jahrgangsstufe 7: Französisch, Latein
- Ab Jahrgangsstufe 9: Spanisch,
- Ab Jahrgangsstufe 8: Chinesisch (als AG)

### Bläserklasse
Seit dem Schuljahr 2005/06 wird eine ‚Bläserklasse’ angeboten. Den Schülern, die daran teilnehmen, stellt die Schule für zwei Jahre ein Instrument zur Verfügung. Im Projekt Bläserklasse erhalten Schülerinnen und Schüler im Verlauf der Sekundarstufe I (5.–9. Schuljahr) Unterricht an Holz- und Blechblasinstrumenten (Querflöte, Klarinette, Saxophon, Trompete, Posaune, Eufonium und Tuba) sowie am Schlagzeug und spielen pro Jahrgangsstufe gemeinsam im Orchester.

### Individuelle Förderung
Anfang 2010 hat die Landesregierung von NRW der Schule das Gütesiegel „Individuelle Förderung“ verliehen. Außerdem nimmt das Stadtpark-Gymnasium am „Kommmit“ Projekt der Landesregierung teil, um die Quote der Sitzenbleiber zu verringern.

## Partnerschulen
Das Gymnasium am Stadtpark ist Partnerschule mit:
- SIES „Dr Marañón“ Schule in Madrid
- Coombe Dean Comprehensive School in Plymouth

## Ehemalige Schulleiter
- 1882 – 1905 Angela Lauterbach
- 1905 – 1910 August Baum (im Nebenamt)
- 1910 – 1915 Clara Schwarze
- 1915 – 1929 Grete Bauch
- 1929 – 1930 Emil Feinendegen (im Nebenamt)
- 1930 – 1932 Nora Scheitgen
- 1932 – 1938 Emil Feinendegen (im Nebenamt)
- 1938 – 1944 August Seibel
- 1945 – 1948 Hammacher (im Nebenamt)
- 1948 – 1960 Wilhelm Gotthardt
- 1960 Liselotte Lemmen (komm.)
- 1960 – 1981 Sigrid Oechelhaeuser
- 1981 – 1982 Bernhard Nolte (komm.)
- 1982 – 1999 Maria Hock
- 1999 – 2013 Rolf Nagels
- 2013 – 2023 Anja Rinnen
- 2023 – Heute Stefan Kleeberg (kommissarischer Schulleiter)